# Flughafen Nouakchott-Oumtounsy

i7
i11
i13
Der Internationale Flughafen Nouakchott-Oumtounsy  (französisch Aéroport International de Nouakchott-Oumtounsy, IATA-Code: NKC, ICAO-Code: GQNO) ist ein am 23. Juni 2016 eröffneter Flughafen 25 km nördlich der mauretanischen Hauptstadt Nouakchott. Sein Vorgänger, der Internationale Flughafen von Nouakchott, lag zu nahe am Stadtzentrum und wurde gleichzeitig geschlossen. Der neue Flughafen ist das wichtigste Infrastrukturprojekt Mauretaniens seit 1960. Die Namensgebung erinnert an die Schlacht von Oum Tounsy, den größten Zusammenstoß zwischen Kolonialismus und patriotischer Widerstandsbewegung in der mauretanischen Geschichte, der im Jahr 1932 stattfand. Die mehrspurig ausgebaute Nationalstraße N2 verbindet den Flughafen mit der Hauptstadt.

## Daten
Nouakchott-Oumtounsy wurde innerhalb von zwei Jahren gebaut und hat eine Fläche von 18.000 m2 und zwei Startbahnen von 2400 m und 3400 m Länge. Sie können Großflugzeuge wie Airbus A380 und Boeing 747 aufnehmen. Zum Projekt gehörten auch der Bau eines Terminals für zwei Millionen Passagiere pro Jahr, ein Frachtgebäude, Standplätze, VIP-Lounges, ein Hangar von 4800 Quadratmeter, ein 38 Meter hoher Kontrollturm sowie sechs Fluggastbrücken. Der Flughafen versteht sich als Konkurrenzprojekt zum Flughafen Dakar-Blaise Diagne in Dakar, Senegal. Seine Bedeutung dürfte sowohl im strategischen als auch im wirtschaftlichen Bereich Mauretaniens liegen.

## Kritik
Kritiker warfen der Regierung Größenwahn vor, weil er für zwei Millionen Passagiere ausgelegt wurde. Der alte Flughafen hatte nicht einmal 200.000 Reisende pro Jahr. In keinen Prognosen von Experten ist eine Verzehnfachung des Verkehrs in den nächsten Jahren enthalten. Der Bau des Flughafens spielt auch seit 2023 eine Rolle in dem Korruptionsprozess gegen den damaligen Staatspräsidenten Mohamed Ould Abdel Aziz und Premierminister Yahya Ould Hademine.